# Josh Senter
Joshua Ray Senter (14 de fevereiro de 1979, Plato, Missouri) é um roteirista americano, mais bem conhecido pelo seu trabalho na série televisiva Desperate Housewives.

## Carreira
A primeira ambição hollywoodiana de Senter era a de se tornar um animador na Disney. Após enviar seu portfólio de desenhos à Disney quando tinha dezessete anos, a companhia o ligou, dizendo que estavam impressionados com suas obras, mas que não estavam contratando no momento, pedindo que ele enviasse novamente dentro de seis meses. Durante esses seis meses, ele decidiu perseguir uma carreira como diretor cinematográfico, outra paixão, mandando uma coleção de filmes caseiros ao Art Center College of Design em Pasadena, Califórnia. Ele foi um dos quinze alunos selecionados naquele ano, e um dos únicos a ainda não ter se formado no colégio.
Senter passou a tentar uma carreira como escritor, trabalhando em roteiros, antes de ser levado à Agência de Escritores e Artistas. Logo, ele conseguiu seu primeiro trabalho no drama lésbico The L Word, para o qual ele escreveu um episódio. Um ano depois de deixar The L Word, Senter retornou à televisão ao ser contratado como escritor para a série da ABC Desperate Housewives. Ele fez seis episódios atravessando a primeira, segunda e terceira temporadas da série, estreando com o episódio "Goodbye for Now". Ele foi contratado como escritor, trabalhou como editor na segunda temporada e foi promovido a editor executivo na terceira temporada. Ele escreveu a maioria dos roteiros das personagens Bree, Lynette e Mary Alice, para os quais ele se inspirou na própria mãe.
Em 2006, Senter foi indicado a um Prêmio Writers Guild of America pelo episódio "Don't Look at Me". Ele está atualmente trabalhando em sua série autobiográfica de televisão sobre um garoto que recebeu educação em casa em uma área rural de Missouri.

## Vida pessoal
Senter foi criado em uma fazenda de 500 acres (2.0 km²) em Fort Leonard Wood, nos arredores de Plato, Missouri, e foi educado em casa juntamente com suas quatro irmãs por sua mãe Brenda. Antes de atingir os treze anos, as crenças cristãs fundamentais de seus pais não o permitiam ver ou ter uma televisão, e, portanto, ele passava a maior parte do tempo sozinho, desenhando, pintando, criando poesias e fazendo trabalhos de marcenaria: "Estar tão só provavelmente me ajudou a me tornar um melhor escritor, já que é só você e o computador quando se está escrevendo.", diz ele sobre sua infância. Em particular, ele se lembra de ter visto Jurassic Park pela primeira vez, filme que lhe inspirou a se tornar um cinematógrafo. Ele e sua irmã mais nova Hannah, hoje uma atriz e integrante da Companhia de Teatro Atlantic, compraram uma filmadora que foi usada para fazer pequenos filmes e videoclipes caseiros.